# Зелёный Бор (Каргопольский район)
Зелёный Бор — посёлок в Каргопольском районе Архангельской области России. Входит в состав Павловского сельского поселения.

## География
Посёлок находится в юго-западной части Архангельской области, в южной зоне средней тайги, на левом берегу реки Онеги, вблизи от федеральной автотрассы А215, на расстоянии примерно 2 километров (по прямой) к северу от города Каргополя, административного центра района.

## История
В 1992 г. указом ПВС РФ посёлок Льнозавода переименован в Зелёный Бор.

## Население
| 2002 | 2010 | 2012 |
| ---- | ---- | ---- |
| 178  | ↘127 | ↗153 |

Национальный состав
Согласно результатам переписи 2002 года, в национальной структуре населения русские составляли 98 %.

## Улицы
Уличная сеть посёлка состоит из двух улиц (Лесная и Льнозаводская).